# 舘道直佳
舘道 直佳（たてみち なおか、1975年10月28日- 、旧姓：石田）は、テレビ岩手で、気象コーナーを担当する気象予報士で、元アナウンサー。

## 人物・履歴
福岡県北九州市出身。同志社女子大学卒業後、1998年4月に東海テレビ放送へ入社。番組リポーターなどを務めるが、2000年3月に退社。
2002年に気象予報士の資格を取得。気象情報会社のウェザーライン（現：ライフビジネスウェザー）に所属し、テレビ朝日やNHKの気象キャスターとして活躍した。2004年6月に結婚、出産準備のため秋改編に合わせて降板した。
1年間の休養中に夫の仕事の関係で盛岡市へ転居。2005年10月よりテレビ岩手で気象キャスターとして活動を再開した。結婚後もNHK降板までは「石田」姓を使用していたが、現在は「舘道」姓を名乗っている。
2010年に、第二子出産のために番組を降板して休業中。

## 過去の出演番組

### 東海テレビ時代
- めざましテレビ（東海ローカル）
- FNS27時間テレビ(1998年）・・東海テレビ代表として出演し、深夜のクイズコーナーで優勝。その褒美として27時間テレビ内で放送されたFNNニュースに出演しニュースを読んだ。地方局の新人アナが東京のスタジオで全国ニュースに出演するという珍しい事であった。

### フリー転向後

#### 東京在勤時代
- やじうまプラス（テレビ朝日、2002年〜2003年）
- ANNニュースフレッシュ（テレビ朝日、2002年〜2003年）
- 気象情報（平日21:58〜22:00、NHK総合テレビ・関東甲信越地区、2004年3月29日〜2004年10月1日）

#### テレビ岩手移籍後
2005年10月3日から出演していた。
- 5きげんテレビ「タッチーの5きげん天気」（出産準備のため2010年3月25日で降板）
- ニュースプラス1いわて

天気予報のコーナーのナレーションのみ
- ズームイン!!SUPER
- ズームイン!!サタデー
- 真相報道 バンキシャ!
- NEWS ZERO
- スッキリ!!